# (7449) Döllen
(7449) Döllen ist ein Asteroid des inneren Hauptgürtels, der am 21. August 1949 vom deutschen Astronomen Karl Wilhelm Reinmuth an der Landessternwarte Heidelberg-Königstuhl (IAU-Code 024) auf dem Westgipfel des Königstuhls bei Heidelberg entdeckt wurde.
Der Asteroid wurde am 6. August 2009 nach dem deutschbaltischen Astronomen Wilhelm Döllen (1820–1897) benannt, der an der Pulkowo-Sternwarte bei Sankt Petersburg arbeitete und der durch die von ihm entwickelte Döllen-Methode zur astronomischen Längen- und Zeitbestimmung, bei der Sterndurchgänge im Vertikal des Polarsterns beobachtet werden, bekannt wurde.